# تاتینا
تاتینا (به چکی: Tatiná) یک منطقهٔ مسکونی در جمهوری چک است که در ناحیه پلزن-شمالی واقع شده‌است. تاتینا ۴٫۳۹ کیلومتر مربع مساحت و ۲۳۱ نفر جمعیت دارد و ۴۳۷ متر بالاتر از سطح دریا واقع شده‌است.